# Riley Brooklands
Riley Brooklands – samochód osobowy produkowany przez brytyjskie przedsiębiorstwo motoryzacyjne Riley od roku 1930.
Jedną z cech wyróżniających Rileya Brooklands było wyjątkowo niskie zawieszenie - siedzenie znajdowało się zaledwie 15 cm nad ziemią, a odległość wierzchołka chłodnicy od drogi wynosiła 91 cm.

## Dane techniczne

### Silnik
- Silnik: S4 1087 cm3[1]
- Moc maksymalna: 50 KM (37,2 kW)[1]

### Osiągi
- Prędkość maksymalna: 129 km/h[1]